# Xeniades
Xeniades aus Korinth war ein griechischer Philosoph des 5. Jahrhunderts v. Chr. Er soll Skeptiker gewesen sein und die Ansicht vertreten haben, dass es kein Kriterium der Wahrheit gebe und man daher für keine Aussage einen Wahrheitsanspruch erheben könne.
Der Philosoph Xeniades ist nicht zu verwechseln mit dem gleichnamigen, ebenfalls aus Korinth stammenden reichen Bürger, der im 4. Jahrhundert v. Chr. Diogenes von Sinope nach dessen Gefangennahme durch Piraten auf Kreta als Sklaven kaufte, ihm später die Freiheit schenkte und ihn zum Erzieher seiner Kinder machte.